# Glencoe (Illinois)
Glencoe è un comune degli Stati Uniti d'America, situato nell'Illinois, nella contea di Cook. Fa parte dell'area metropolitana di Chicago.
Qua nacque il letterato Archibald MacLeish.